# Fanny Geefs
Isabelle Marie Françoise (Fanny) Geefs-Corr (Brussel, 2 mei 1807 – Schaarbeek, 23 januari 1883) was een Belgische schilderes en tekenares.

## Leven en werk
Fanny of Fi Geefs was een dochter van Mathieu Corr en Monique Landy en een zuster van de graveur Erin Corr en de schilderes Mathilde Corr. Haar ouders hadden zich in 1802 vanuit Ierland in Brussel (aan de Hofberg 685) gevestigd, waar ze een luxe schoenmakerij voor “op maat te maken laarzen” openden. Ze trouwde in 1836 met beeldhouwer Willem Geefs (1805-1883).
Fanny Geefs was een leerlinge van François-Joseph Navez. Ze maakte genrevoorstellingen en portretten, waaronder enkele van koningin Louise. Ook maakte ze een tekening van haar mans standbeeld van Leopold I van België, waarna haar broer Erin er een prent van maakte. Geefs exposeerde onder meer bij de Parijse salons en op de tentoonstellingen van Levende Meesters. Haar werk werd diverse malen bekroond. In 1845 werd ze honorair lid van de Koninklijke Academie voor Schone Kunsten van Brussel. Immerzeel schrijft over haar: (zij) "bekleedt ontegenzeggelijk eene eerste plaats onder de kunstenaressen van haren tijd".
In de episode voorafgaand aan haar overlijden, woonde ze met haar echtgenoot te Schaarbeek, in de Paleizenstraat 20-22. Geefs overleed op 75-jarige leeftijd, vier dagen na haar man.
Na haar overlijden kwam het Prentenkabinet van de Koninklijke Bibliotheek van België in het bezit van zowat vijfhonderd door haar gemaakte schetsen en tekeningen.

## Enkele werken

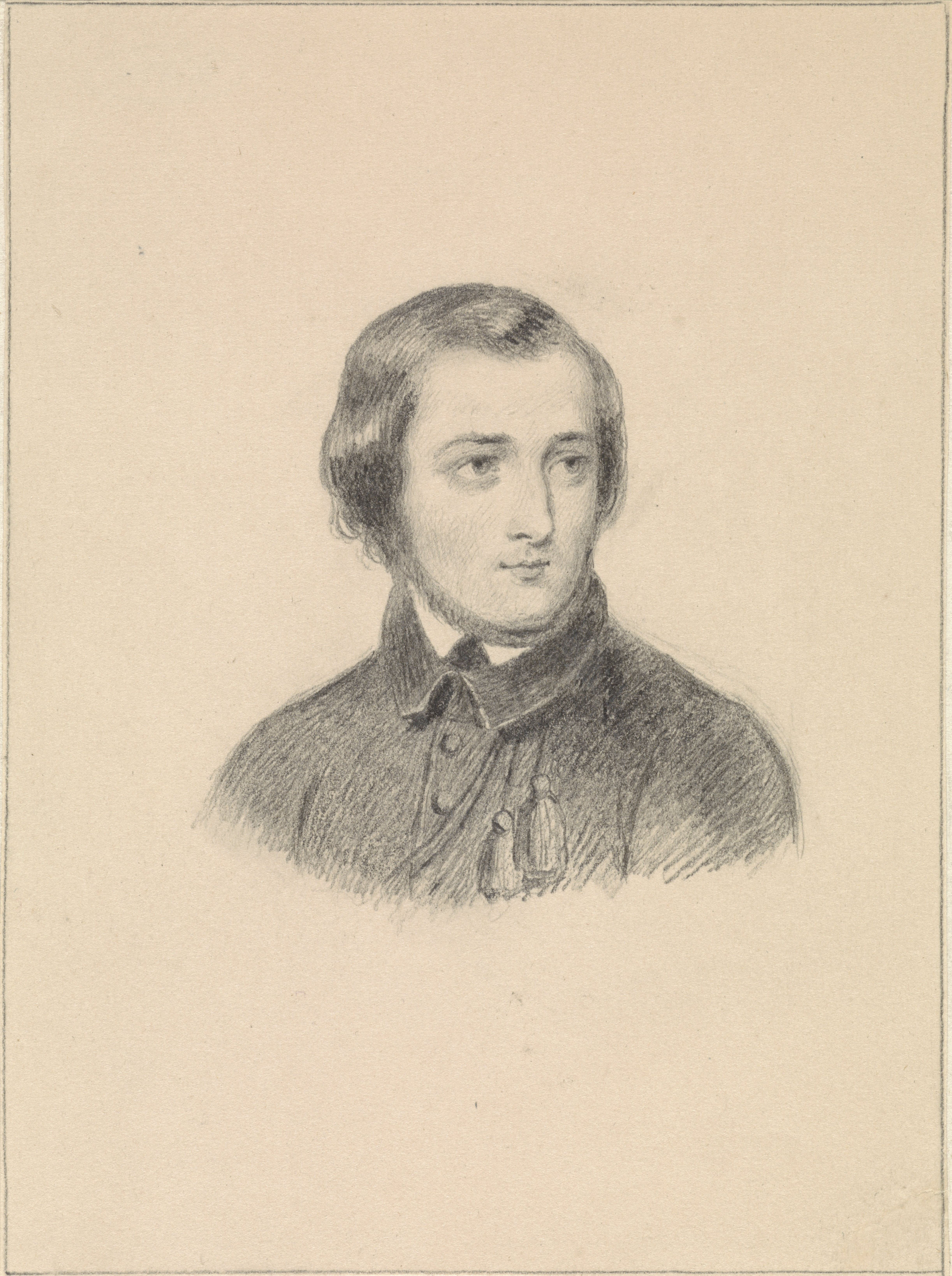
Portret van Willem Geefs
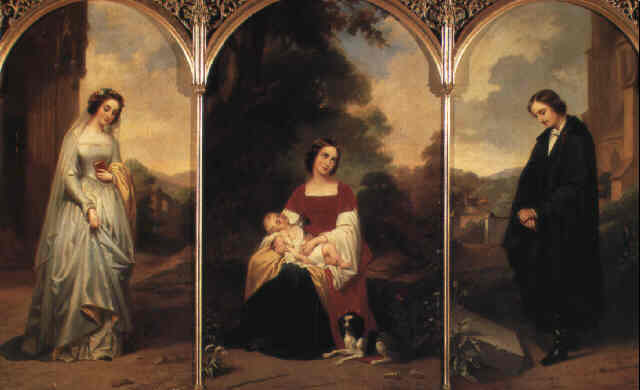
Triptiek Piti, Amor, Douleur
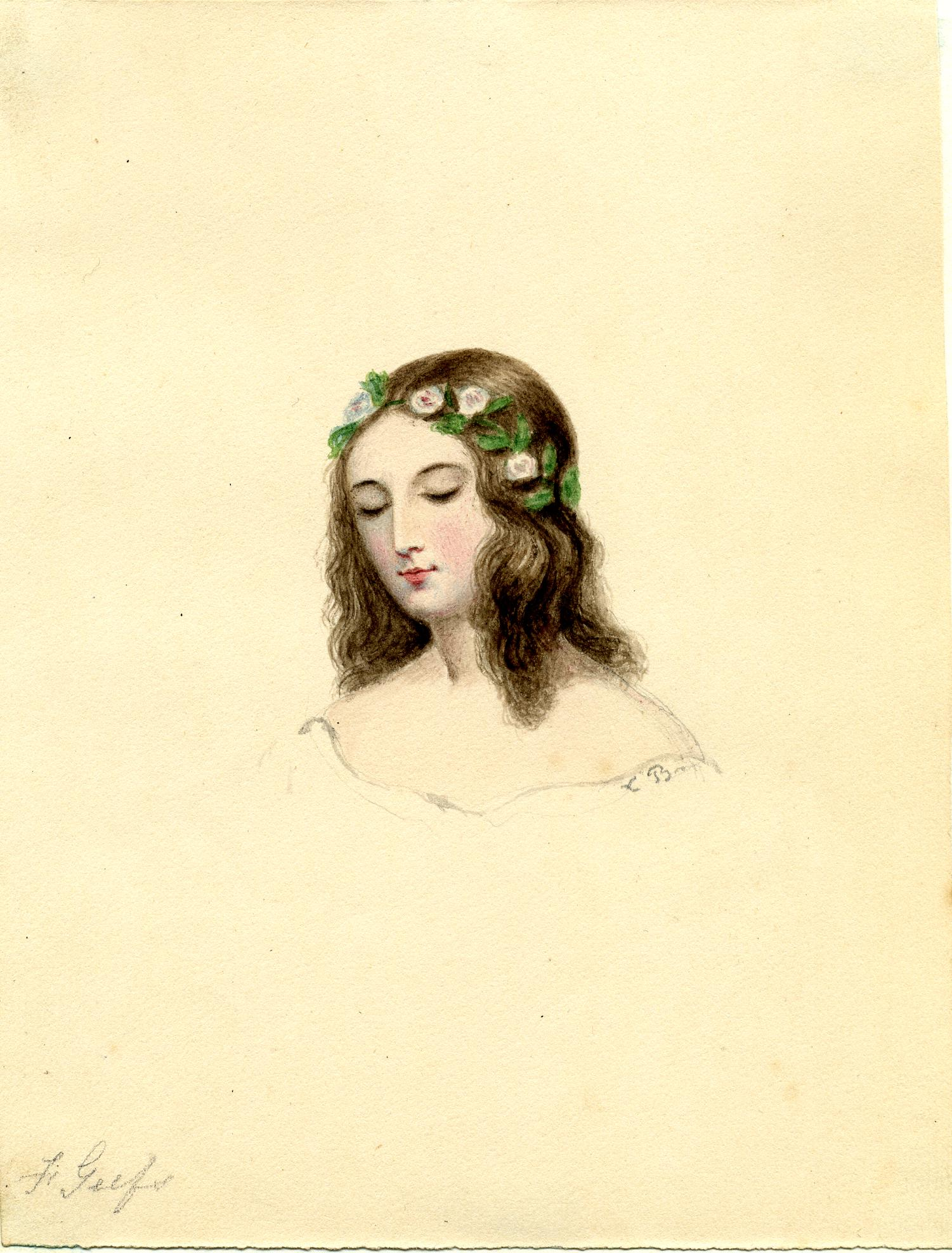
Portret